# Oriente (métro de Lisbonne)
Pour les articles homonymes, voir Oriente.
Oriente est une station du métro de Lisbonne située sur la ligne rouge. Elle est en correspondance avec la Gare d'Oriente.

## Situation sur le réseau

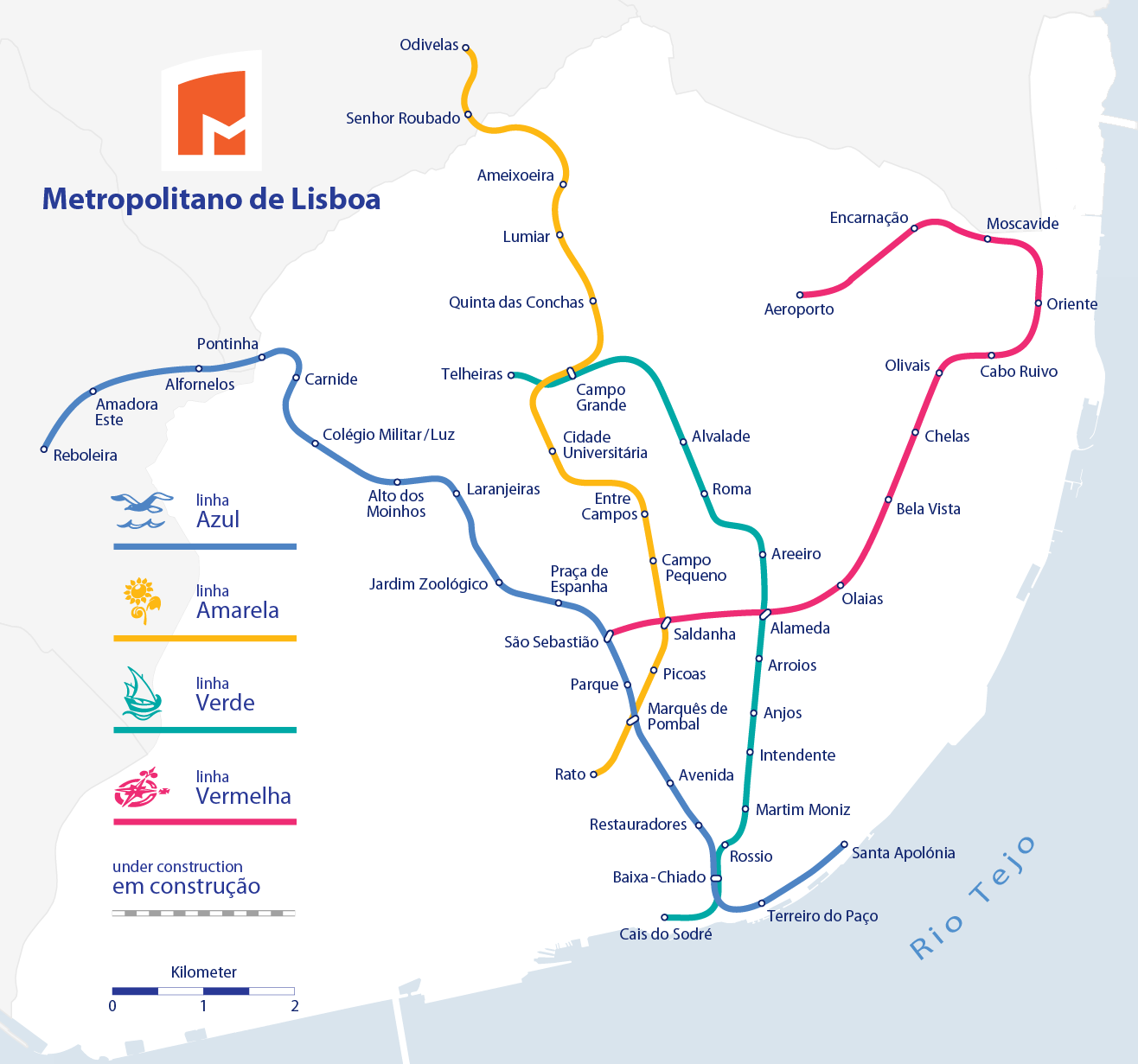
Plan du métro de Lisbonne (2020).

Établie en souterrain, la station Oriente de la Ligne rouge du métro de Lisbonne, est située entre les stations, Moscavide, en direction du terminus Aeroporto, et Cabo Ruivo, en direction du terminus São Sebastião,.